# Teddy Buckner
Pour les articles homonymes, voir Buckner.
Teddy Buckner (John Edwards Buckner) est un trompettiste de jazz américain, né le 16 juillet 1909 à Sherman (Texas) et décédé le 22 septembre 1994 à Los Angeles.

## Biographie
Teddy Buckner commence sa carrière professionnelle dans des orchestres de la Côte Ouest. En 1934, il est à Shanghai où il joue dans l'orchestre de Buck Clayton. Dans les années 1940, il joue notamment dans les formations de Benny Carter (1945-1947) et Lionel Hampton (1947-1948).
En 1949 à 1954, il est trompettiste du  « Kid Ory's Creole Jazz Band ». À partir de 1955, il dirige sa propre formation de jazz dixieland. En 1958, il est en France, où il se produit en particulier avec Sidney Bechet. De 1965 à 1981, il dirige un orchestre de jazz traditionnel qui se produit à Disneyland. Il meurt en 1994 des suites d'un cancer.
Durant les années 1950, comme Sidney Bechet, Teddy Buckner a été un musicien  très populaire en France. Nombreux de ces disques, sortis à l'époque sous forme de 45 tours pour le label « Vogue », en particulier la reprise du titre Martinique, ont été des « tubes ».

## Son style
Surtout spécialisé dans le style dixieland, même s'il a fait partie de big bands swing, Teddy Buckner avait un jeu puissant, carré et très cuivré, s'inspirant directement de celui de Louis Armstrong.

## Repères discographiques
- Savoy blues (1949) - dans l'orchestre de Kid Ory
- A Salute to Louis Armstrong (1955)
- Martinique (compilation réunissant des titres enregistrés pour le label « Vogue  » entre 1955 et 1958)
- Parisian encounter (1958) - avec Sidney Bechet
- Bravo ! (1958) - idem
- Jazz sur la Croisette (compilation avec Teddy Buckner lors du festival de Jazz en 1958) - (INA Mémoire vive / Abeille Musique)